# John Wishart
John Wishart   (Montrose, 28 de novembre de 1898 - Acapulco, 14 de juliol de 1956) va ser un matemàtic i estadístic escocès.
Va treballar successivament al University College de Londres amb Karl Pearson, a l'Estació Experimental de Rothamsted amb Ronald Fisher, i després com a cap d'Estadística a la Universitat de Cambridge, on es va convertir en el primer Director del Laboratori d'Estadística l'any 1953. Va ser escollit Fellow de la Royal Society d'Edinburg el 1931 i va ser editor de Biometrika des de 1937. En honor seu, la distribució de Wishart porta el seu nom.
Wishart va morir als 57 anys en un accident a Acapulco, Mèxic, mentre era en una missió en representació de l'Organització per a l'Agricultura i l'Alimentació (FAO) per inaugurar un centre d'investigació dedicat a l'aplicació de l'Estadística a l'Agricultura.